# 야마시타 가즈미
야마시타 가즈미(일본어: 山下和美, 1959년 8월 15일 ~ )은 일본 홋카이도 오타루시 출신의 여성 만화가이다. 요코하마 국립 대학을 중퇴했다(본인의 말로는 치병으로 부득이하게 중퇴한 것이라고 함).
1980년에 슈에이샤의 《주간 마가렛트》로 데뷔하여 당초에는 소녀지에서 활동했지만, 이후에 청년지인 《주간 모닝》(고단샤)으로 옮긴 후 인기를 얻는다. 대표작으로는 대학교수였던 아버지를 모델로 한 《천재 유교수의 생활》과 마크 트웨인의 동명의 소설에서 착안한 《이상한 소년》 등이 있다. 2003년에 《천재 유교수의 생활》로 제27회 고단샤 만화상 일반부문을 수상하였다.

## 주요 작품
- BOY
- 카니발(カーニバル)
- 1억 1천만의 나(1億1千万のわたし)
- 선명한 별들(あざやかな星たち)
- 스카이블루에 어서 오세요(スカイブルーへようこそ)
- 넌 킹카, 난(ダンディーとわたし)
- 천재 유교수의 생활(天才柳沢教授の生活)
- 하이스쿨 커넥션(ハイスクール・コネクション)
- 고스트 랩소디(ゴースト・ラプソディー )
- 마천루의 버디(摩天楼のバーディー)
- 둘이서 차를(ふたりでお茶を)
- 선글라스 라라바이(グラサンららばい)
- 이상한 소년(不思議な少年)
- 고토부키 미녀 저택(寿町美女御殿)